# بين القيزان (إب)

تعديل مصدري - تعديل

بين القيزان محلة تابعة لقرية منزل الشعراني، التابعة لعزلة بني محرم بمديرية إب إحدى مديريات محافظة إب في الجمهورية اليمنية.، بلغ تعداد سكانها 81 حسب تعداد اليمن لعام 2004.